# Critics' Choice Movie Award de la meilleure comédie
Le Critics' Choice Movie Award de la meilleure comédie (Broadcast Film Critics Association Award for Best Comedy Film) est l'une des récompenses décernées aux professionnels de l'industrie du cinéma par le jury de la Broadcast Film Critics Association depuis 2006.

## Palmarès

### Années 2000
- 2006 : 40 ans, toujours puceau (The 40 Year-Old Virgin)
  - Kiss Kiss Bang Bang
  - Madame Henderson présente (Mrs. Henderson Presents)
  - Les Producteurs (The Producers)
  - Serial noceurs (Wedding Crashers)

- 2007 : Borat, leçons culturelles sur l'Amérique au profit glorieuse nation Kazakhstan (Borat:Cultural learnings of America for Make Benefit Glorious Nation of Kazahkstan)
  - Le Diable s'habille en Prada (The Devil wears Prada)
  - For Your Consideration
  - Little Miss Sunshine
  - Thank You for Smoking

- 2008 : Juno 
  - Coup de foudre à Rhode Island (Dan in Real Life)
  - En cloque, mode d'emploi (Knocked Up)
  - Hairspray
  - SuperGrave (Superbad)

- 2009 : Tonnerre sous les tropiques (Tropic Thunder)
  - Burn After Reading
  - Vicky Cristina Barcelona
  - Sans Sarah rien ne va (Forgetting Sarah Marshall)
  - Les Grands Frères (Role Models)

### Années 2010
- 2010[1] : Very Bad Trip (The Hangover)
  - (500) jours ensemble ((500) Days of Summer)
  - Pas si simple (It's Complicated)
  - La Proposition (The Proposal)
  - Bienvenue à Zombieland (Zombieland)

- 2011[2] : Easy A
  - American Trip (Get Him to the Greek)
  - Crazy Night (Date Night)
  - Cyrus
  - I Love You Phillip Morris
  - Very Bad Cops (The Other Guys)

- 2012[3] : Mes meilleures amies (Bridesmaids)
  - Comment tuer son boss ? (Horrible Bosses)
  - Crazy, Stupid, Love
  - Minuit à Paris (Midnight in Paris)
  - Les Muppets, le retour (The Muppets)

- 2013[4] : Happiness Therapy (Silver Linings Playbook)
  - Bernie
  - Ted
  - 40 ans : Mode d'emploi (This Is 40)
  - 21 Jump Street

- 2014[5] : American Bluff (American Hustle)
  - All About Albert (Enough Said)
  - C'est la fin (This Is the End)
  - Cet été-là (The Way Way Back)
  - Le Dernier Pub avant la fin du monde (The World’s End)
  - Les Flingueuses (The Heat)

- 2015[6] : The Grand Budapest Hotel
  - 22 Jump Street
  - Birdman
  - St. Vincent
  - Top Five

- 2016 : The Big Short : Le Casse du siècle (The Big Short)
  - Vice-versa (Inside Out)
  - Joy
  - Sisters
  - Spy
  - Crazy Amy (Trainwreck)

- 2017 : Deadpool
  - Central Intelligence
  - Don't Think Twice
  - The Edge of Seventeen
  - Ave, César ! (Hail, Caesar!)
  - The Nice Guys

- 2018 : The Big Sick
  - The Disaster Artist
  - Girls Trip
  - Moi, Tonya (I, Tonya)
  - Lady Bird

- 2019 : Crazy Rich Asians
  - Deadpool 2
  - La Mort de Staline (The Death of Stalin)
  - La Favorite (The Favourite)
  - Game Night
  - Sorry to Bother You

### Années 2020
- 2020 : Dolemite Is My Name 
  - Booksmart
  - The Farewell
  - Jojo Rabbit
  - À couteaux tirés (Knives Out)

- 2021 : Palm Springs
  - The 40-Year-Old Version
  - Borat, nouvelle mission filmée (Borat Subsequent Moviefilm)
  - The King of Staten Island
  - On the Rocks
  - The Prom

- 2022 : Licorice Pizza
  - Barb and Star Go to Vista Del Mar
  - Don't Look Up
  - Free Guy
  - The French Dispatch

- 2023 : Glass Onion : Une histoire à couteaux tirés
  - Les Banshees d'Inisherin
  - Bros
  - Everything Everywhere All at Once
  - Triangle of Sadness
  - The Unbearable Weight of Massive Talent

- 2024 : Barbie
  - Fiction à l'américaine (American Fiction)
  - Bottoms
  - Winter Break (The Holdovers)
  - Le Challenge (No Hard Feelings)
  - Pauvres Créatures (Poor Things)

- 2025 : Deadpool et Wolverine
- A Real Pain
  - Hit Man
  - My Old Ass
  - Saturday Night
  - Thelma (film, 2024)